# Queen of the Damned: Music from the Motion Picture
| Оценки критиков | Оценки критиков |
| Источник        | Оценка          |
| --------------- | --------------- |
| Allmusic        | [ 1 ]           |

«Queen of the Damned: Music from the Motion Picture» — альбом, выпущенный в 2002 году. Первая сольная работа Джонатана Дэвиса, вокалиста американской ню-метал-группы Korn, записанная как саундтрек к фильму «Королева проклятых». Изначально Дэвис планировал спеть все песни сам, но не смог из-за условий контракта с Sony. Поэтому музыкант нанял своих музыкальных коллег для записи вокала. В фильме песни исполняются группой вампира Лестата.
Помимо песен самого Дэвиса в саундтрек вошли песни других популярных групп, таких как Static-X, Disturbed, Papa Roach, Deftones и Tricky.

## Список композиций
| №   | Название                                        | Длительность |
| --- | ----------------------------------------------- | ------------ |
| 1.  | «Not Meant for Me» (Уэйн Статик из Static-X **) | 4:09         |
| 2.  | «Forsaken» (Дэвид Дрейман из Disturbed **)      | 3:37         |
| 3.  | «System» (Честер Беннингтон из Linkin Park **)  | 5:03         |
| 4.  | «Change (In the House of Flies)» (Deftones)     | 5:01         |
| 5.  | «Redeemer» (Мэрилин Мэнсон **)                  | 4:19         |
| 6.  | «Dead Cell» (Papa Roach)                        | 3:07         |
| 7.  | «Penetrate» (Godhead)                           | 4:18         |
| 8.  | «Slept So Long» (Джей Гордон из Orgy **)        | 5:29         |
| 9.  | «Down with the Sickness» (Disturbed)            | 4:39         |
| 10. | «Cold» (Static-X)                               | 3:00         |
| 11. | «Headstrong» (Earshot)                          | 4:54         |
| 12. | «Body Crumbles» (Dry Cell)                      | 3:07         |
| 13. | «Excess» (Tricky)                               | 4:43         |
| 14. | «Before I'm Dead» (Kidneythieves)               | 4:50         |
| 15. | «Not Meant for Me» (Джонатан Дэвис ***)         | 4:09         |
| 16. | «Forsaken» (Джонатан Дэвис ***)                 | 3:37         |
| 17. | «System» (Джонатан Дэвис ***)                   | 4:44         |
| 18. | «Redeemer» (Джонатан Дэвис ***)                 | 4:19         |

(**) композиции написаны Джонатаном Дэвисом
(***) композиции опубликованы лишь в переиздании

## Неопубликованные саундтреки

### Треки Джонатана Дэвиса (на DVD)
- System — 4:41
- Slept So Long — 4:21
- Redeemer — 3:38
- Forsaken — 3:35
- Not Meant For Me — 4:12

### Дополнительные треки
- Careless (стенания Акаши) — 3:39
  - Песня была исключена из альбома саундтреков, но позже выпущена Дэвисом в формате MP3 через Amazon.com и iTunes 16 ноября 2007 года.
- Ричард Гиббс подтвердил, что существует ещё два неопубликованных трека, которые возможно будут выпущены.

## Прочие участники записи
- Джеймс «Манки» Шаффер — гитара
- Брайан «Хэд» Вэлч — гитара
- Сэм Риверс — бас-гитара
- Винни Колаюта — ударные
- Терри Боззио — ударные